# Економија Уганде
Економија Уганде има велики потенцијал и изгледа спремна за брз раст и развој. Уганда поседује значајне природне ресурсе, укључујући обиље плодну земљу, редовне падавине и минералне наслаге.
Током много вијекова главни извоз Уганде били су слонова кост и животињске коже. 70-их година прошлог вијека економија земље је уништена политиком Иди Амина, инфлација је премашила 100%. Након свргавања диктатуре, земља је дуго била несређена. Тек крајем 1990-их година је у великој мјери достигнут ниво економије из 1972. године .

## Пољопривреда
Пољопривреда је окосница економије Уганде. Шећерна трска се гаји на плантажама, остали усјеви се узгајају на малим сељачким фармама. Главни извозни артикал је кафа . 70-их година, када је хладноћа у Бразилу убила велики дио плантаже кафе, Уганда је од тога зарадила много новца док су цијене кафе скочиле у небо. У 2002. години убрано је 198 хиљада тона кафе. На западу Уганде се узгаја чај, чија је колекција износила 32,9 хиљада тона, дувана и памука.

## Индустрија
Природни ресурси Уганде су веома ограничени. Резерве руде бакра се процјењују на око 4 милиона тона. На југозападу земље развијају се мања лежишта минерала. Економија Уганде је веома рањива на свјетске цијене робе коју извози. Постоје предузећа за прераду пољопривредних сировина - памук, чај и дуван. Постоји топионица бакра, цементаре и фабрике за склапање аутомобила. Прерађивачка индустрија је раније била слабо развијена и била је тешко погођена током владавине Амина. И сада, упркос високим стопама раста, његово учешће у БДП-у је незнатно.

## Енергетика
У 2019. години према подацима УН  и ЕЕЦ ЕАЕЦ,производња фосилних горива је била 30.455 хиљада тона. Укупна понуда је 31.801 хиљада тона. За конверзију у термоелектранама и топлотним инсталацијама потрошено је 33 хиљаде тона или 0,1% укупне понуде. Инсталисани капацитет - нето електране 1256 MW, укључујући: термоелектране на фосилна горива (ТЕ) - 15,8%, обновљиве изворе енергије (ОИЕ) - 84,2%. Бруто производња електричне енергије - 4364 милиона kWh, укључујући: ТЕ - 6,9%, ОИЕ - 93,1%. Финална потрошња електричне енергије – 3233 милиона kWh, од чега: индустрија – 66,9%, потрошачи у домаћинству – 21,6%, комерцијални сектор и комунална предузећа – 11,5%. Индикатори енергетске ефикасности за 2019. годину: потрошња бруто домаћег производа по глави становника по паритету куповне моћи (у номиналним цијенама) - 2672 долара, потрошња електричне енергије по становнику (бруто) - 81 kWh, потрошња електричне енергије по становнику - 18 kWh. Број сати коришћења инсталисаног нето капацитета електрана - 3466 сати

## Транспорт
Аутопутеви
- укупно - 20.000 км (без локалних путева), укључујући (2011. године) :
  - са тврдом подлогом - 3264 км
  - без тврде подлоге - 16737 км

Аеродроми
- укупно - 47 (2013. године), укључујући
  - са тврдом подлогом - 5
  - без тврде подлоге - 42

Жељезница
- укупно - 1244 км (2014. године)

## Трговина
- Извоз: 2,902 милијарде долара (2017. године);
- Извоз: кафа, риба, чај, памук, злато, цвијеће;
- Главни извозни партнери : Кенија 17,7%, УАЕ 16,7%, Демократска Република Конго 6,6% и Руанда 6,1%;
- Увоз: 4,592 милијарде долара (2017. године);
- Увозни артикли: аутомобили, гориво, лијекови
- Главни увозни партнери: Кина 17,4%, Индија 13,4%, УАЕ 12,2%, Кенија 7,9% и Јапан 6,4%.